# Dentex tumifrons
Dentex tumifrons es una especie de peces de la familia Sparidae en el orden de los Perciformes. Es una especie pescada y comercializada apreciada para consumo humano.

## Morfología
Los machos pueden llegar alcanzar los 35 cm de longitud total.

## Distribución geográfica
Se encuentra en las  costas del Pacífico occidental, desde el Japón y Indonesia hasta el noroeste de Australia.